# 1037 Davidweilla
Az 1037 Davidweilla (ideiglenes jelöléssel 1924 TF) a Naprendszer kisbolygóövében található aszteroida. Benyiamin Zsehovszkij fedezte fel 1924. október 29-én, Algírban.
David Weill-ről nevezték el.